# Farwell (Michigan)
Farwell – wieś w Stanach Zjednoczonych, w stanie Michigan, w hrabstwie Clare.